# Кароль Тіхі
Кароль Тіхі (2 лютого 1871, Бурштин, Бурштинський повіт, Станіславівський округ, Королівство   Галичини і Володимирії, Австро-Угорщина - 27 листопала 1939, Варшава, Польська Республіка) - польський художник, ілюстратор і ремісник 

## Біографія
Народився 2 лютого 1871 року в Бурштині на Прикарпатті у родині аптекаря Яна Тихого та Францішки Урсель. Вивчав право в Ягеллонському університеті. У 1890 -1891 роках  продовжив навчання на юридичному факультеті Мюнхенського університету
Після закінчення гімназії навчався у Школі образотворчих мистецтв у Кракові протягом 1889-1890 років у Фелікса Шиналевського (1825-1892) та Ізидора Яблоньського (1835-1905).  Протягом 1891 - 1893 роках навчався у школі живопису  Габріеля фон Гакла (1843-1926) при Королівській академії мистецтв у Мюнхені. У 1893-95 роках навчався в Школі витончених мистецтв у Парижі. У 1896 році оселився у Кракові.
У 1904-08 роках був професором живопису в Школі образотворчих мистецтв у Варшаві, яка знову відкрилася у 1904 році. Потім він подорожував Францією, Англією та Італією,  Єгиптом. У 1914-17 роках знову жив у Кракові. У 1918 році організував державні педагогічні курси для вчителів малювання у Варшаві, де викладав живопис до 1922 року. У 1923-39 роках був професором живопису та (з 1924 року) кераміки у Школі образотворчих мистецтв. 
Між 1902 і 1914 роками Тіхі зосередився на дизайні інтер'єрів, меблів і тканин. Завдяки геометричним формам, різким контрастам світлого і темного та складним текстурам деревини, меблі, які він проектував, наслідують стиль віденської сецесії, зокрема, проекти Йозефа Гофмана та Коломана Мозера.
Помер у 27 листопада у 1939 році. Похований у Неполомиці.

## Участь у товариствах
- 1901р.  був одним із засновників Товариства прикладного мистецтва і
- об'єднання художників «Штука» (Towarzystwo Polska Sztuka Stosowana)
- 1926р.  брав участь у заснуванні Товариства художників «Лад»

## Нагороди
- 1924 р. нагороджений Офіцерським хрестом Ордену Відродженої Полонії.

## Спадщина
Більшість його робіт було знищено під час Варшавського повстання, деякі збереглися на фотографіях. Його роботи знаходяться:
- у родинній власності,
- у  Музеї в Бохні ім. проф. Станіслава Фішера в Бохні
- , в Краківському архієпископському музеї у Кракові,
- у Національних музеях Кракова та Варшави [3]

## Галерея

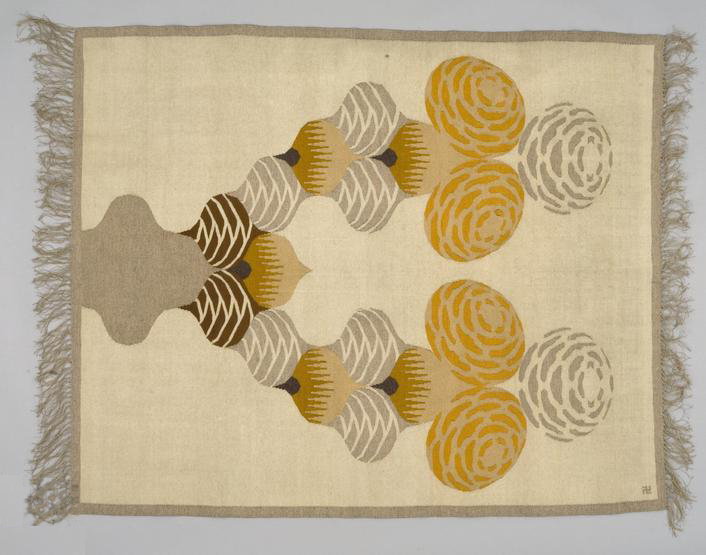
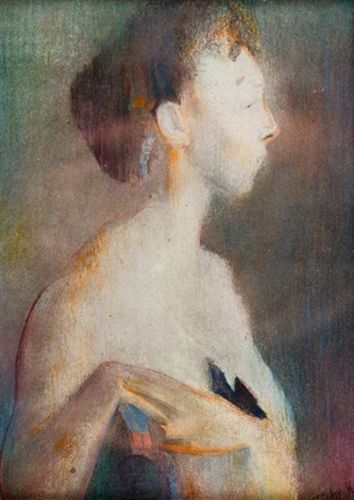
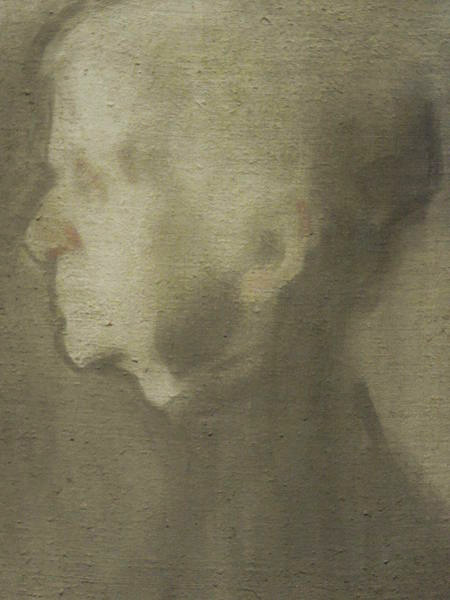
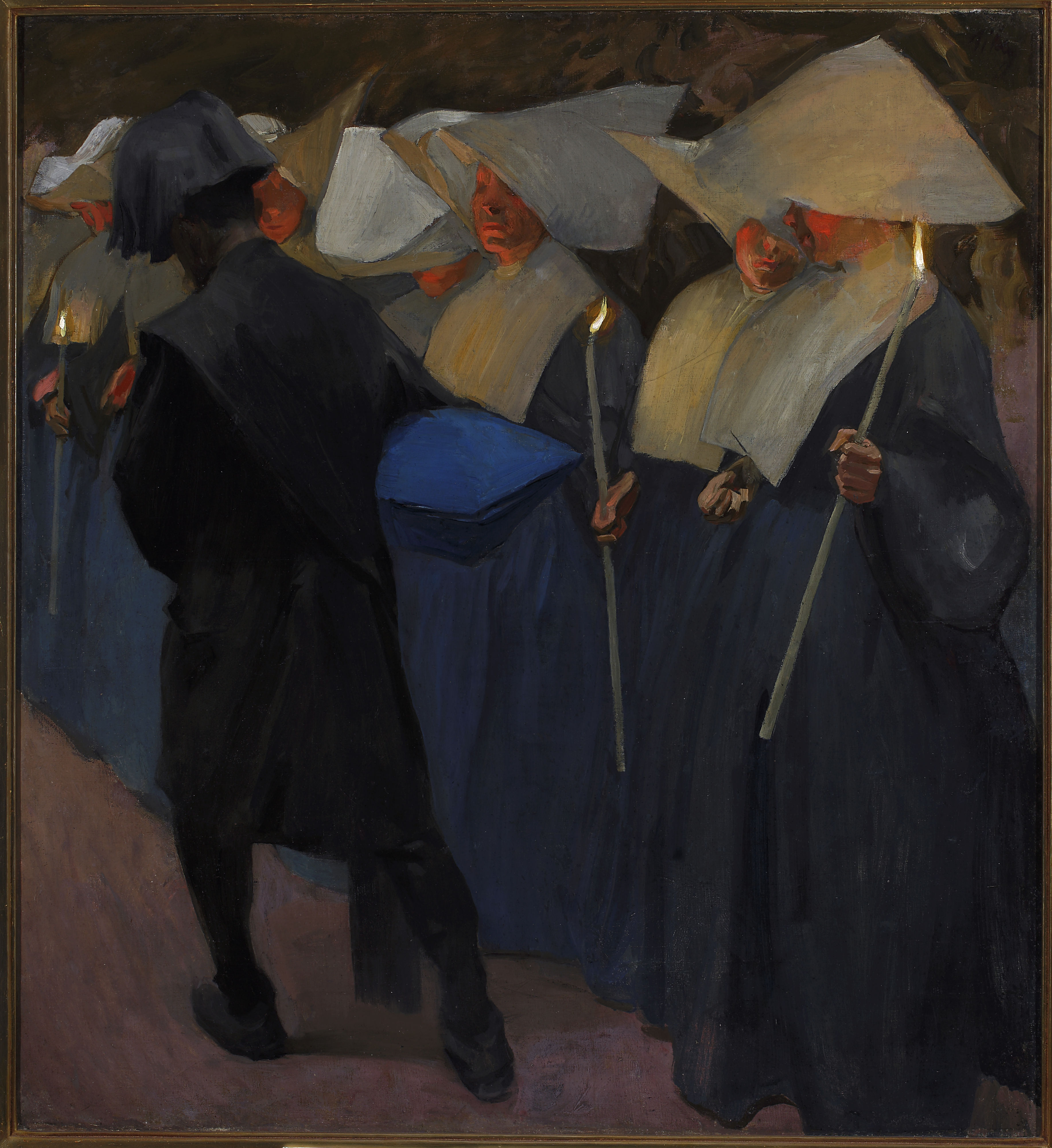
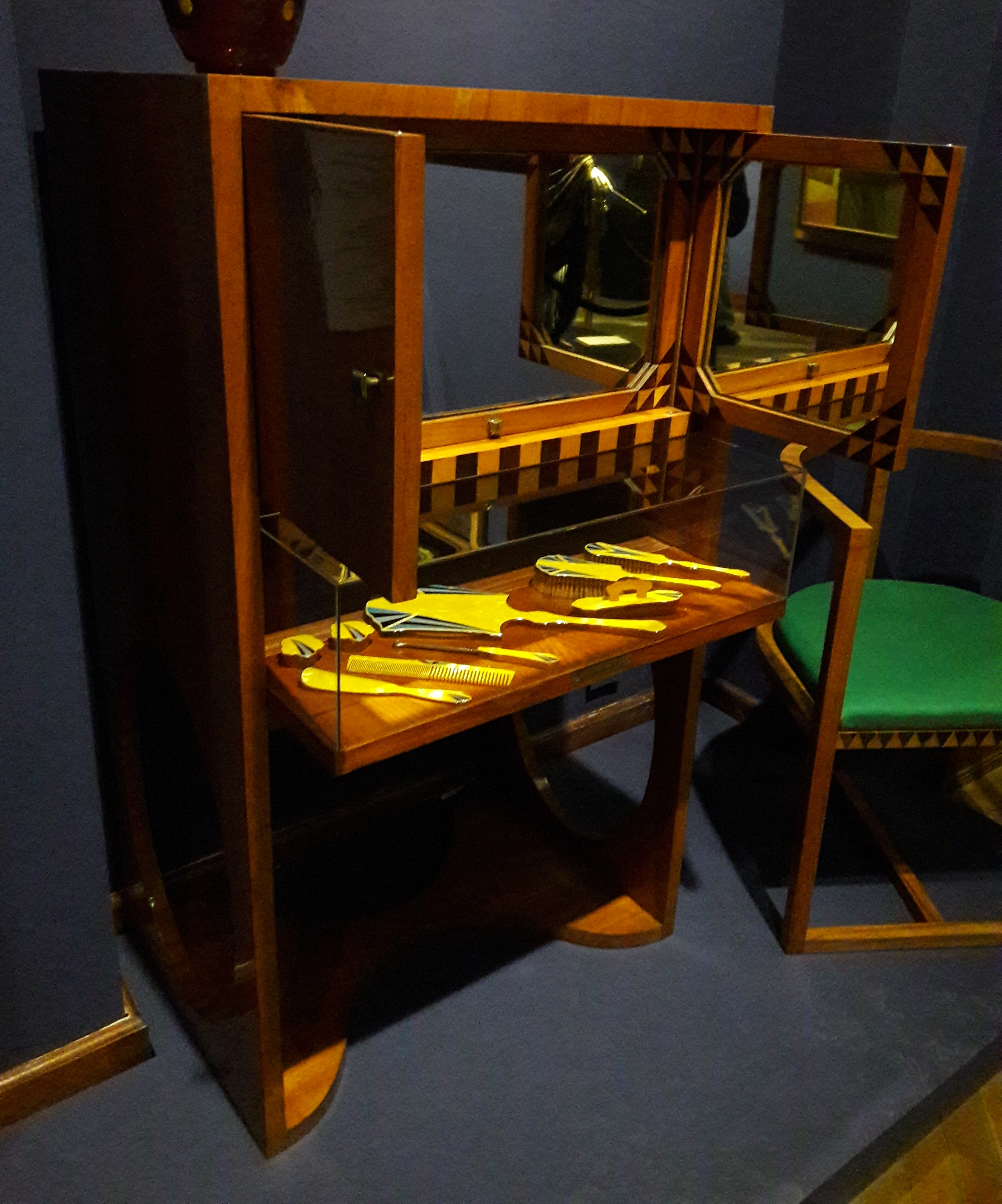